# Oppia vitrea
Oppia vitrea är en kvalsterart som först beskrevs av Tseng 1982.  Oppia vitrea ingår i släktet Oppia och familjen Oppiidae. Inga underarter finns listade i Catalogue of Life.